# Quintus Petillius Cerialis
Quintus Petillius Cerialis Caesius Rufus (* um 30), bei Tacitus meist Petilius Cerialis (oder Cerealis) genannt, war ein römischer Senator und Feldherr in der zweiten Hälfte des 1. Jahrhunderts n. Chr.

## Leben und Wirken
Sein voller Name legt nahe, dass er aus der vielleicht umbrischen Familie der Caesii stammte und von der Familie der Petillii adoptiert wurde. Petillius Cerialis war mit dem flavischen Kaiserhaus verschwägert; möglicherweise war er Ehemann der Flavia Domitilla, der Tochter Vespasians.
Seine erste wichtige Aufgabe nahm er als Legatus der Legio VIIII Hispana in der Provinz Britannien unter dem Statthalter Gaius Suetonius Paulinus wahr. Während dieser Zeit erlitt Cerialis mit der Legio  VIIII im Boudicca-Aufstand 60/61 n. Chr. eine schwere Niederlage gegen die aufständischen Stämme der Icener und Trinovanten bei Camulodunum unter der Königin Boudicca. Er musste sich mit der Reiterei seiner Legion in ein befestigtes Lager zurückziehen, verlor aber seine gesamten Fußtruppen. Dem Statthalter Suetonius Paulinus gelang es schließlich, den Aufstand niederzuschlagen. Für Petillius Cerealis hatte die Niederlage jedoch eine Verzögerung seiner Ämterlaufbahn zur Folge. Das Amt des Konsuls konnte er erst fast zehn Jahre später bekleiden.
Da er ein Familienangehöriger Vespasians war, machte Vitellius ihn im Vierkaiserjahr 69 zu seiner Geisel. Cerialis gelang jedoch die Flucht, und bei der Eroberung Roms war er einer der Anführer von Vespasians Kavallerie. Dieser Erfolg sowie das Vertrauen seines Verwandten verschafften ihm Anfang 70 das Kommando über die Streitkräfte der Provinz Germania inferior. Erneut hatte sich Cerialis mit einer lokalen Revolte auseinanderzusetzen, diesmal mit dem Bataveraufstand, in dem regionale Stämme, von Iulius Civilis, einem romanisierten Adligen, geführt, zwei römische Legionen im Doppellegionslager Vetera (nahe dem heutigen Xanten, Colonia Ulpia Traiana) belagerten. Auch hier war Cerialis erfolgreich. Angeblich lehnte es Cerialis ab, sich einer Erhebung Domitians gegen dessen Vater Vespasian anzuschließen.
Im Jahr 70 wurde er wohl zum ersten Mal Suffektkonsul.
71 wurde er zum Statthalter von Britannien ernannt; unter ihm diente Gnaeus Iulius Agricola als Kommandant der Legio XX Valeria Victrix. Cerialis kämpfte hier gegen die Briganten, einen Stamm in Nordengland. Im Jahr 74 verließ er Britannien, um im Mai in Rom sein zweites Konsulat anzutreten (als Suffektkonsul mit Titus Clodius Eprius Marcellus).
Tacitus sagt, er sei eher ein kühner Soldat als ein vorsichtiger General gewesen, der es vorzog, für ein bestimmtes Ziel alles auf eine Karte zu setzen. Er besaß eine natürliche Beredsamkeit, die bei seinen Soldaten schnell wirkte. Seine Loyalität seinen Vorgesetzten gegenüber war unerschütterlich.
Sein Bruder (möglicherweise Sohn) war Quintus Petillius Rufus, Konsul zum zweiten Mal im Jahr 83, sein Sohn der als Militärtribun unter Vespasian belegte Gaius Petillius Firmus.